# Pecado (minissérie)
Pecado é uma minissérie portuguesa transmitida pela TVI entre 25 de setembro de 2021 e 30 de outubro de 2021. Escrita por Maria João Costa e Sebastião Salgado.
É protagonizada por Pedro Lamares, Daniela Melchior, Diogo Infante, Dalila Carmo e Lourenço Ortigão.

## Produção
As gravações começaram no final de setembro de 2020 e terminaram em 10 de outubro de 2020, tendo demorado uma semana, Estremoz, a cidade branca do Alentejo, reviveu o aparato da gravação de um produto televisivo, com a presença de dezenas de pessoas forasteiras, entre técnicos, aderecistas e atores.

## Sinopse
A história de Pecado é sobre “seis personagens, seis segredos. Seis mentiras, seis razões, onde existem sempre os dois lados da história”.
Santiago (Pedro Lamares) é um padre com uma carreira promissora. No entanto, tudo muda quando se apaixona por Maria Manuel (Daniela Melchior). Um amor proibido que vai colocar a carreira de Santiago em risco, bem como a sua vocação e fé em Deus.

## Elenco
- Daniela Melchior - Maria Manuel
- Pedro Lamares - Padre Santiago
- Diogo Infante - Horácio
- Dalila Carmo - Rosa
- Lourenço Ortigão - Filipe
- Guilherme Filipe - Dom Augusto
- Fernando Luís - Espinosa
- Ana Lopes - Catarina
- Vítor D'Andrade - Clérigo André
- Paulo Duarte Ribeiro - Clérigo Jerónimo
- Maria D'Aires - Beata Dona Estela

#### Participações
- Marques d'Arede - Bispo D. Carlos
- Marcantónio Del Carlo - Mirko
- Heitor Lourenço - Dr. Nóbrega
- Rui Melo - Alfredo
- José Neto - Dom Ricardo (Núncio)

#### Elenco adicional
- Vitória Campos - Maria
- Liliana Brandão - Médica Obstetra
- Lourenço Seruya - Jorge - capataz da pedreira
- Márcia Cardoso - Fernanda
- Ricardo Barbosa - Padre Clemente
- Isabel Leitão - Lurdes
- Joana Timbal - Vera
- João Araújo - Médico Hospital
- Jorge Fernandes - Motorista Bispo
- Vítor Alves da Silva - GNR Pedreira
- José Guedes - Comandante GNR
- Rui Serrano - Homem Carrinha 1
- Cláudio Henriques - Homem Carrinha 2
- Vasco Temudo - Funcionário Pedreira
- Pedro Giestas - GNR 1 Luís
- Ana Bustorff - Mulher Casal 4
- Anabela Faustino - Mulher Casal 1 Curso
- João Candeias - Homem Casal 1 Curso
- Raimundo Cosme - Homem Casal 2 Curso
- Teresa Faria - Vizinha
- João Costa - Empregado Esplanada
- Luís Oliveira - Radialista
- Filipe Bessa Vieira - Motorista TVDE

## Audiências
Pecado estreou a 25 de setembro de 2021, sábado, com 9,1 de rating e 21,5% share, com cerca de 857 mil telespectadores, na vice-liderança. Terminou a 30 de outubro de 2021, sábado, com 7,6 de rating e 18,2% share, com cerca de 722 mil telespectadores, na vice-liderança e com um recorde negativo.
| Média | Média    | Episódios exibidos | Rating | Share | Ref.  |
| ----- | -------- | ------------------ | ------ | ----- | ----- |
| 2021  | Setembro | 1                  | 9,1    | 21,5% | [ 4 ] |
| 2021  | Outubro  | 5                  | 7,8    | 20,5% | ...   |
| Total | Total    | 6                  | 8,5    | 21,0% | [ 6 ] |